# Dolicocefalia

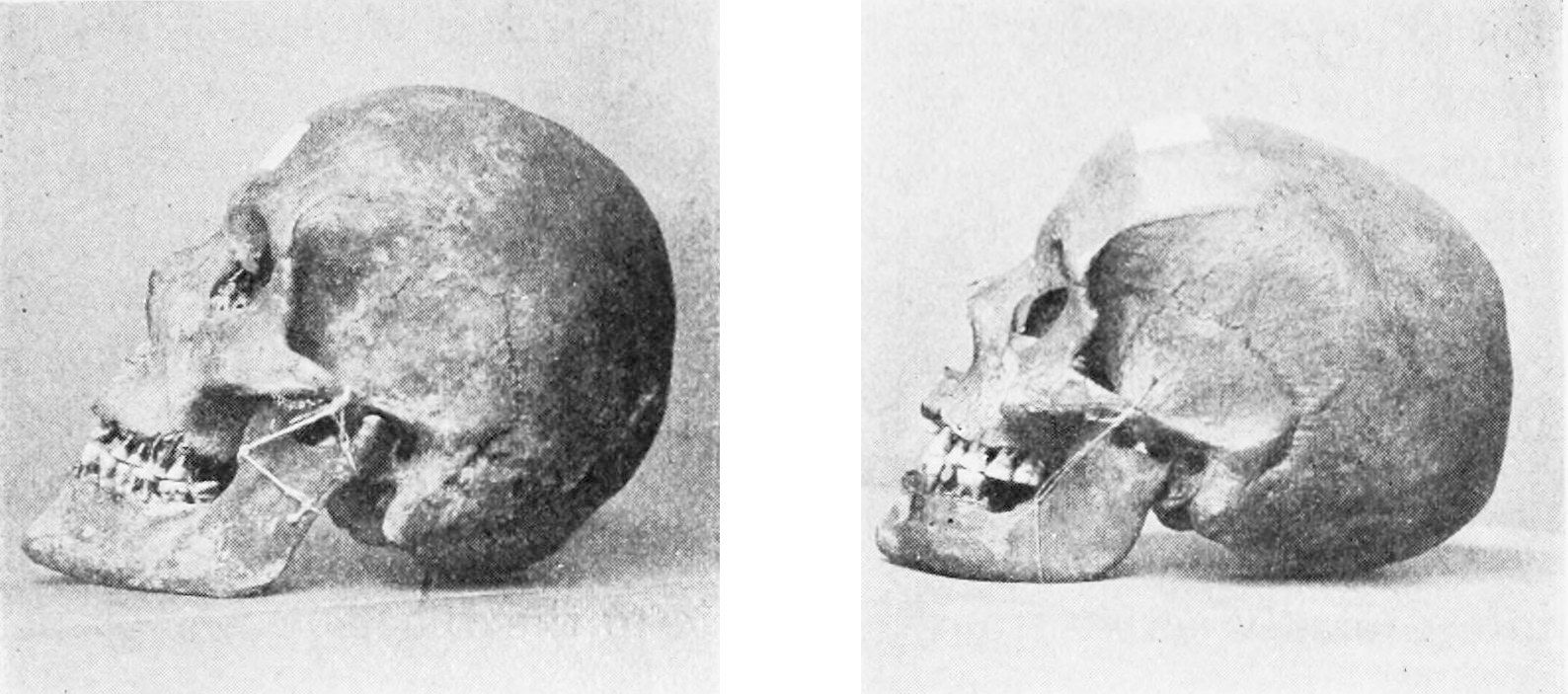
Comparación de un cráneo braquicefálico (derecha) y uno dolicocefálico (izquierda)

La dolicocefalia (derivada del griego antiguo δολιχός, "largo" y κεφαλή, "cabeza") es una condición anatómica en la que la cabeza es más larga de lo esperado, en relación con su ancho. En los seres humanos, un tipo de malformación congénita conocida como escafocefalia es una forma de dolicocefalia.
Los perros dolicocefálicos (como los pastores alemanes) tienen narices alargadas. Esto los hace vulnerables a enfermedades fúngicas de la nariz, como la aspergilosis. En humanos, el diámetro anterior-posterior (longitud) de la cabeza dolicocefálica es mayor que el diámetro transversal (ancho). Tiene una incidencia de 1 de cada 4.200 bebés.
Puede estar presente en casos de síndrome de Sensenbrenner, síndrome de Crouzon, síndrome de Sotos y síndrome de Marfan.
Aunque la dolicocefalia puede estar asociada con algunas otras anormalidades, solo es una variación normal; a menos que sea sintomático, no es motivo de preocupación. El diagnóstico precoz se puede realizar mediante rayos X o ecografía. El tratamiento no es esencial.